# Acclaim Cheltenham
 (mars 2024).
Si vous disposez d'ouvrages ou d'articles de référence ou si vous connaissez des sites web de qualité traitant du thème abordé ici, merci de compléter l'article en donnant les références utiles à sa vérifiabilité et en les liant à la section « Notes et références ».
Acclaim Cheltenham est un studio britannique de développement de jeux vidéo basé à Cheltenham. Il a été fondé en 1984 et a disparu en 2004 en raison de la faillite de sa société-mère Acclaim.
Initialement, la firme s'appelait Probe Software et changea ensuite de nom pour devenir Probe Entertainment, et finalement, Acclaim Cheltenham.
La société était célèbre pour ses adaptations vidéoludiques de plusieurs franchises cinématographiques mais s'est illustrée en éditant les deux premiers Mortal Kombat sur consoles .

## Jeux développés et portages
- 18 Wheeler: American Pro Trucker
- 1943: The Battle of Midway
- ACME Animation Factory
- Alias
- Alien Trilogy
- Alien 3
- Baal
- Back to the Future Part III
- Batman & Robin
- Batman Forever
- Body Count
- Bugs Bunny in Double Trouble
- Bust-a-Move 2: Arcade Edition
- Daffy Duck in Hollywood
- Dakar 2
- Desert Speedtrap
- Die Hard Trilogy
- Extreme-G
- Extreme-G 2
- Extreme-G 3[1]
- Flash, The
- Forsaken
- Hurricanes, The
- Incredible Hulk, The
- Jelly Boy
- Judge Dredd
- Mortal Kombat
- Mortal Kombat II
- Out Run Europa
- Primal Rage
- RC Revenge Pro
- Re-Volt
- Rise of the Robots
- Road Rash
- Savage
- Smash TV
- Special Criminal Investigation
- Summer Heat Beach Volleyball
- Terminator, The
- Trantor: The Last Stormtrooper
- Turrican
- Xevious
- X-Men: Children of the Atom
- XGRA: Extreme-G Racing Association
- Viz